# Pfarrkirche Selzthal

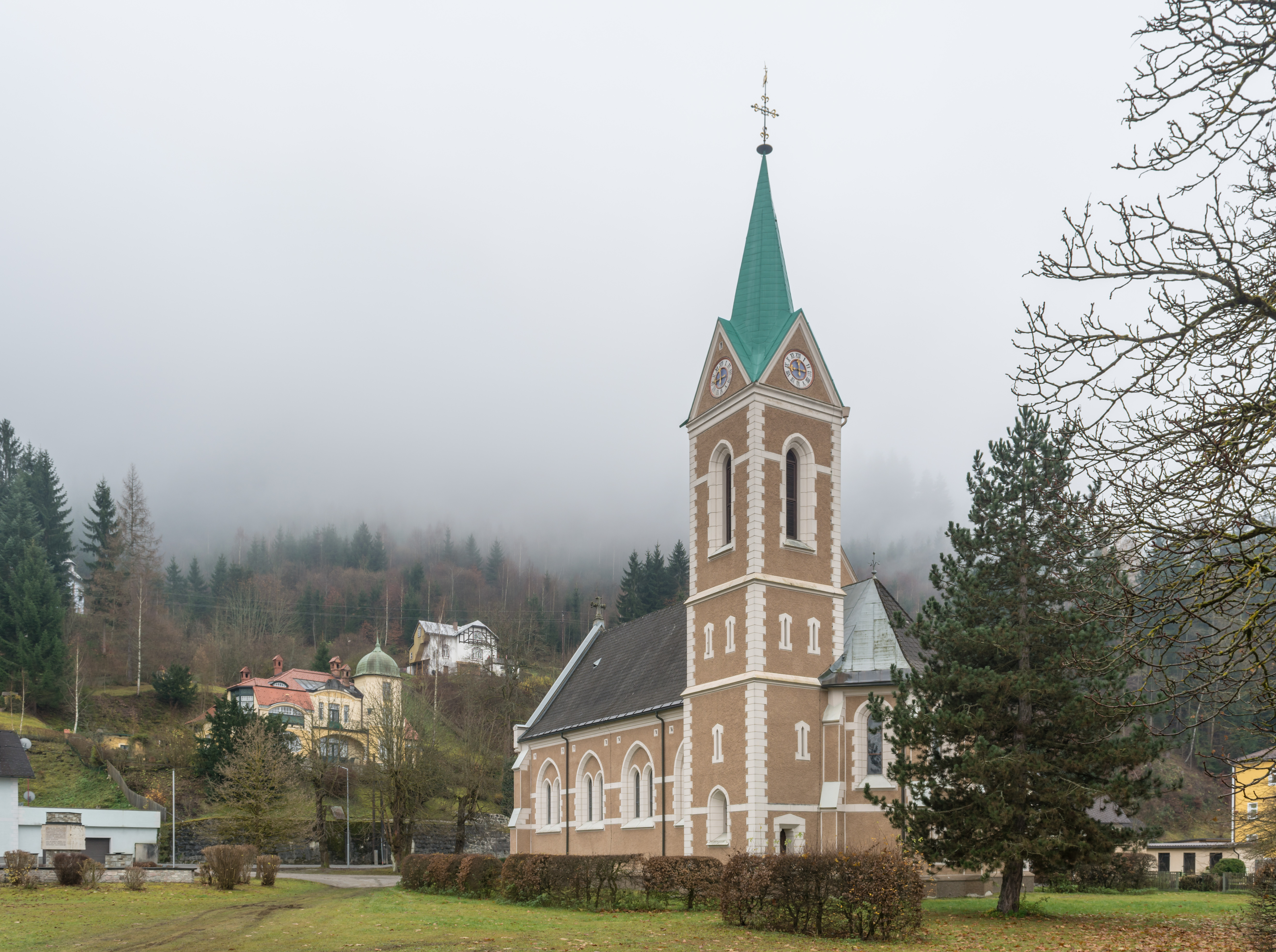
Katholische Pfarrkirche Herz Jesu in Selzthal

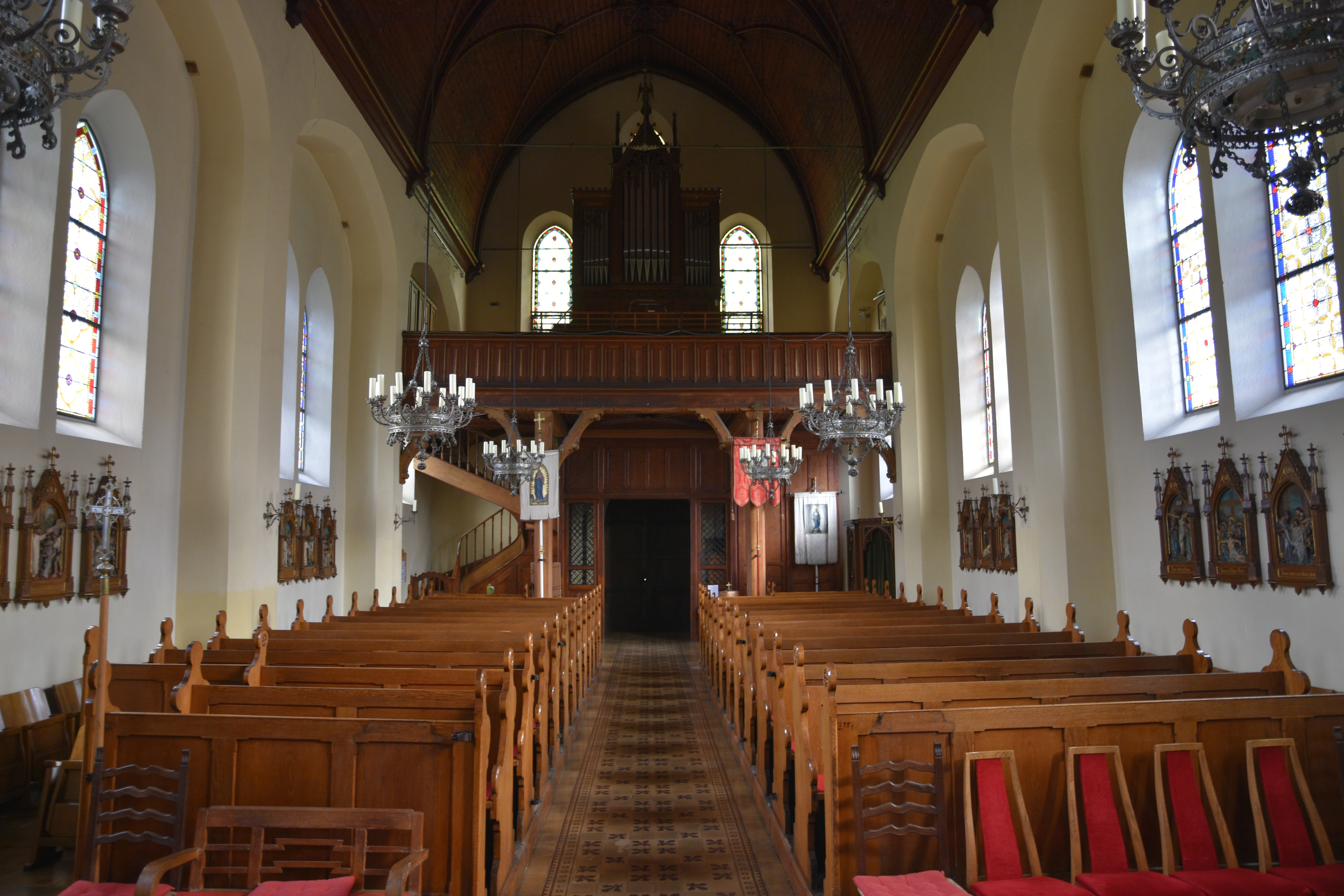
Langhaus, Blick zur Orgelempore

Die Pfarrkirche Selzthal steht in der Gemeinde Selzthal im Bezirk Liezen in der Steiermark. Die dem Patrozinium Herz Jesu unterstellte römisch-katholische Pfarrkirche gehört zum Dekanat Admont in der Diözese Graz-Seckau. Die Kirche steht unter Denkmalschutz (Listeneintrag).

## Geschichte
Die Kirche wurde von 1888 bis 1891 nach Plänen von Pater Giselnus Bethune erbaut, nach den Plänen des Grazer Architekten August Ortwein eingerichtet und 1892 geweiht. 1972/1973 musste die Kirche restauriert werden.

## Architektur
Der neugotische Kirchenbau hat in Langhaus und Chor ein holzverschaltes Spitztonnengewölbe mit aufgelegten hölzernen Sternrippen. Auch die Orgelempore ist aus Holz. Der Turm am Chor trägt einen Spitzhelm.

## Ausstattung
Die einheitliche Einrichtung ist aus der Bauzeit. Die Statuen am Hochaltar schuf der Bildhauer Jakob Gschiel 1892, die Bilder malte Ludwig von Kurz zum Thurn und Goldenstein.
Die Orgel baute Matthäus Mauracher 1898.